# Конде, Секу (1943)
Секу Конде (фр. Sekou Conde; род. 1943, Конакри) — гвинейский футболист, защитник. Участник летних Олимпийских игр 1968 года, Кубка африканских наций 1970 и 1974 годов.

## Биография
В 1968 году главный тренер национальной сборной Гвинеи Наби Камара вызвал Секу на летние Олимпийские игры в Мехико. В своей группе Гвинея заняла последнее четвёртое место, уступив Колумбии, Мексики и Франции. Секу Конде на турнире сыграл в трёх матчах.
В 1970 году участвовал на Кубке африканских наций, который проходил в Судане. Сборная Гвинеи заняла предпоследнее третье место в своей группе, обогнав Конго и уступив Гане и Объединённой Арабской Республике. Конде сыграл в трёх играх данного турнира.
В 1974 году являлся участником Кубка африканских наций, который проходил в Египте. Сборная Гвинеи заняла предпоследнее третье место в своей группе, обогнав Маврикий и уступив Заиру и Конго. Камара сыграл в двух играх данного турнира.